# Бабинка (Карачевский район)
Ба́бинка — деревня в Карачевском районе Брянской области, в составе Мылинского сельского поселения. Расположена в 5 км к востоку от посёлка городского типа Белые Берега. Население — 68 человек (2010).
Единственная улица — улица Кравцова. В деревне расположена железнодорожная платформа «109 км» (на линии Брянск—Орёл).

## История
Возникла в середине XIX века; бывшее владение Гревсов, Гриневых, Хитрово и др. Относилась к приходу карачевской городской Благовещенской церкви (с 1876).
До 1929 года входила в Карачевский уезд (Верхопольская, с 1924 Карачевская волость).
С 1919 до 1930-х гг. — центр Бабинского сельсовета.
| Годы      | 1866 | 1887 | 1926 | 1979 | 1989 | 2002 | 2010 |
| --------- | ---- | ---- | ---- | ---- | ---- | ---- | ---- |
| Население | 118  | 185  | 367  | 164  | 73   | 67   | 68   |